# Sector 4 (Bucarest)
El Sector 4 de Bucarest es una de las seis divisiones administrativas que componen la capital de Rumanía. Cuenta con una población en 2007 de en torno a los 300.000 habitantes.
Este sector está formado por los siguientes distritos: Berceni, Olteniţei, Giurgiului, Văcăreşti, Timpuri Noi y Tineretului.
El alcalde actual del sector es Adrian Inimăroiu. El ayuntamiento de esta zona está formado por 27 escaños, repartidos de la siguiente manera en las elecciones celebradas en 2006:
- Partido Demócrata: 11 escaños
- Partido Socialdemócrata: 8 escaños
- Partido Nacional Liberal: 7 escaños
- Partido Independiente: 1 escaño

- Datos: Q687235
- Multimedia: Sector 4 (Bucharest) / Q687235